# Vilsen (Bruchhausen-Vilsen)
Vilsen ist ein Ortsteil des Fleckens Bruchhausen-Vilsen in der Samtgemeinde Bruchhausen-Vilsen im niedersächsischen Landkreis Diepholz.

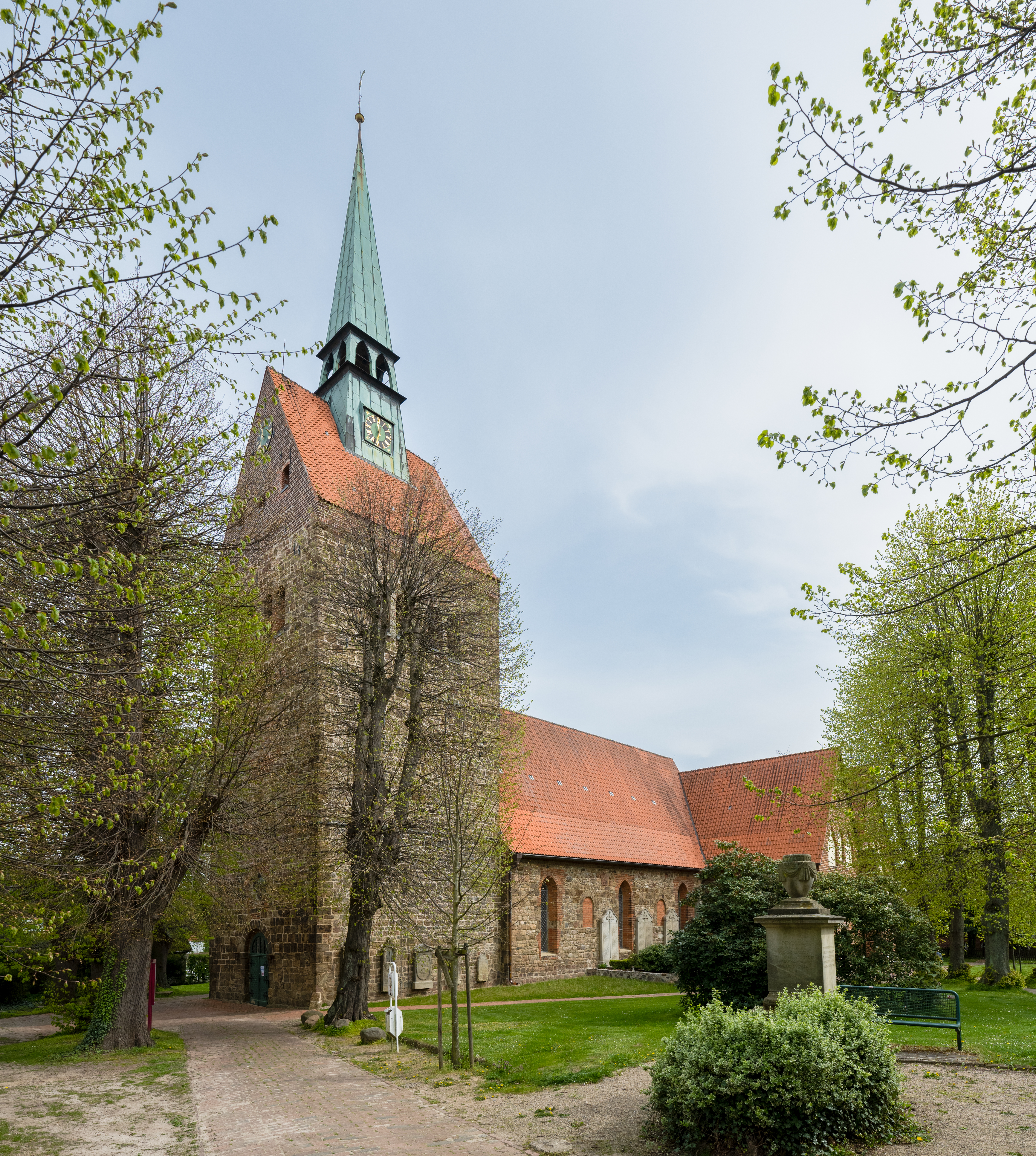
St. Cyriakus (2022)

Der Ortsteil umfasst den südlichen Bereich des Kernortes Bruchhausen-Vilsen. Er liegt südlich der Landesstraße L 202, der L 330 und der touristischen Zwecken dienenden Bahnstrecke Syke–Eystrup. Im Ortsteil liegen die evangelisch-lutherische Kirche St. Cyriakus, der Wiehe-Kurpark, der Friedhof Bruchhausen-Vilsen, der Wassererlebnisspielplatz Bruchhausen-Vilsen und das Vilser Holz. Der Mineralbrunnen-Betrieb Vilsa-Brunnen Otto Rodekohr GmbH befindet sich ebenfalls in Vilsen. Am östlichen und südlichen Rand von Vilsen verläuft die touristischen Zwecken dienende Bahnstrecke Bruchhausen-Vilsen–Asendorf.